# 圣索沃尔拉波姆赖
圣索沃尔拉波姆赖（法語：Saint-Sauveur-la-Pommeraye，法語發音：[sɛ̃ sovœʁ la pɔmʁɛ]）是法国芒什省的一个市镇，属于库唐斯区。

## 地理
圣索沃尔拉波姆赖（48°50'46"N, 1°26'42"W）面积5.27 平方千米，位于法国诺曼底大区芒什省，该省份为法国西北部沿海省份，西、北、东北三面环大西洋，东起顺时针与卡爾瓦多斯省、奧恩省、马耶讷省和伊勒-维莱讷省接壤。
与圣索沃尔拉波姆赖接壤的市镇（或旧市镇、城区）包括：福利尼、于迪梅尼勒、勒洛勒尔、拉默德拉基耶尔、圣让德尚。

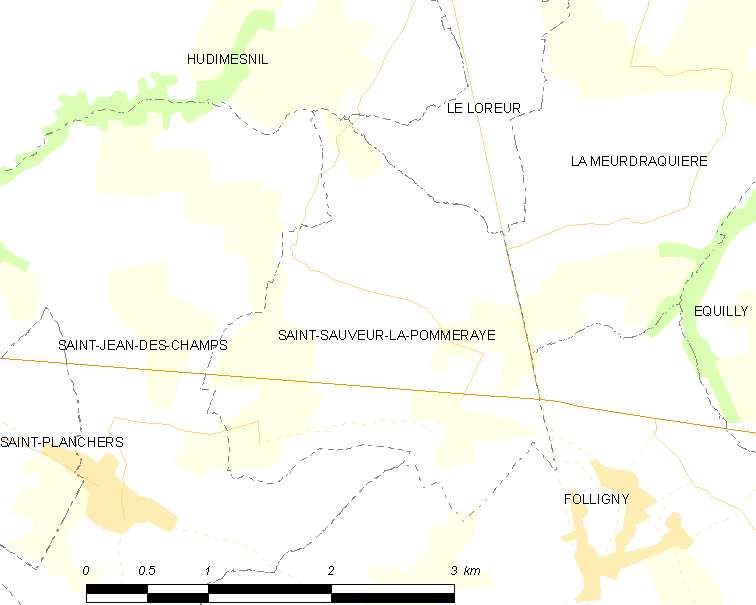
圣索沃尔拉波姆赖的OSM定位图

圣索沃尔拉波姆赖的时区为UTC+01:00、UTC+02:00（夏令时）。

## 行政
圣索沃尔拉波姆赖的邮政编码为50510，INSEE市镇编码为50549。

## 政治
圣索沃尔拉波姆赖所属的省级选区为布雷阿勒县。

## 人口

1962-2008年间圣索沃尔拉波姆赖人口变化图示

圣索沃尔拉波姆赖于2022年1月1日时的人口数量为401人。